# (464275) 2015 XG168
(464275) 2015 XG168 es un asteroide perteneciente al cinturón de asteroides, descubierto el 6 de marzo de 1994 por el equipo Spacewatch desde el Observatorio Nacional de Kitt Peak (Arizona, Estados Unidos).